# Billiers
Billiers (bretonisch Beler) ist eine französische Gemeinde mit 1056 Einwohnern (Stand 1. Januar 2022) im Département Morbihan in der Region Bretagne. Sie gehört zum Gemeindeverband Arc Sud Bretagne.

## Geografie
Wichtigste Ortsteile sind das direkt an der Küste gelegene Penlan und der an der Mündung des Flusses Saint-Éloi gelegene Hauptort Billiers.
Benachbarte Gemeinden sind Ambon im Westen und Muzillac im Nordosten.

## Bevölkerungsentwicklung
| Jahr      | 1962 | 1968 | 1975 | 1982 | 1990 | 1999 | 2007 | 2019 |
| Einwohner | 650  | 714  | 804  | 781  | 760  | 705  | 910  | 1008 |

Quelle: INSEE

## Sehenswürdigkeiten
- im Jahr 1252 erbaute ehemalige Klosterkirche der Abbaye Notre-Dame de Prières[1]
- aus dem Neolithikum stammenden Dolmen du Crapaud und Dolmen des Grays
- etwa 18 m hoher[2], an der Spitze der gleichnamigen Halbinsel gelegene Leuchtturm von Penlan

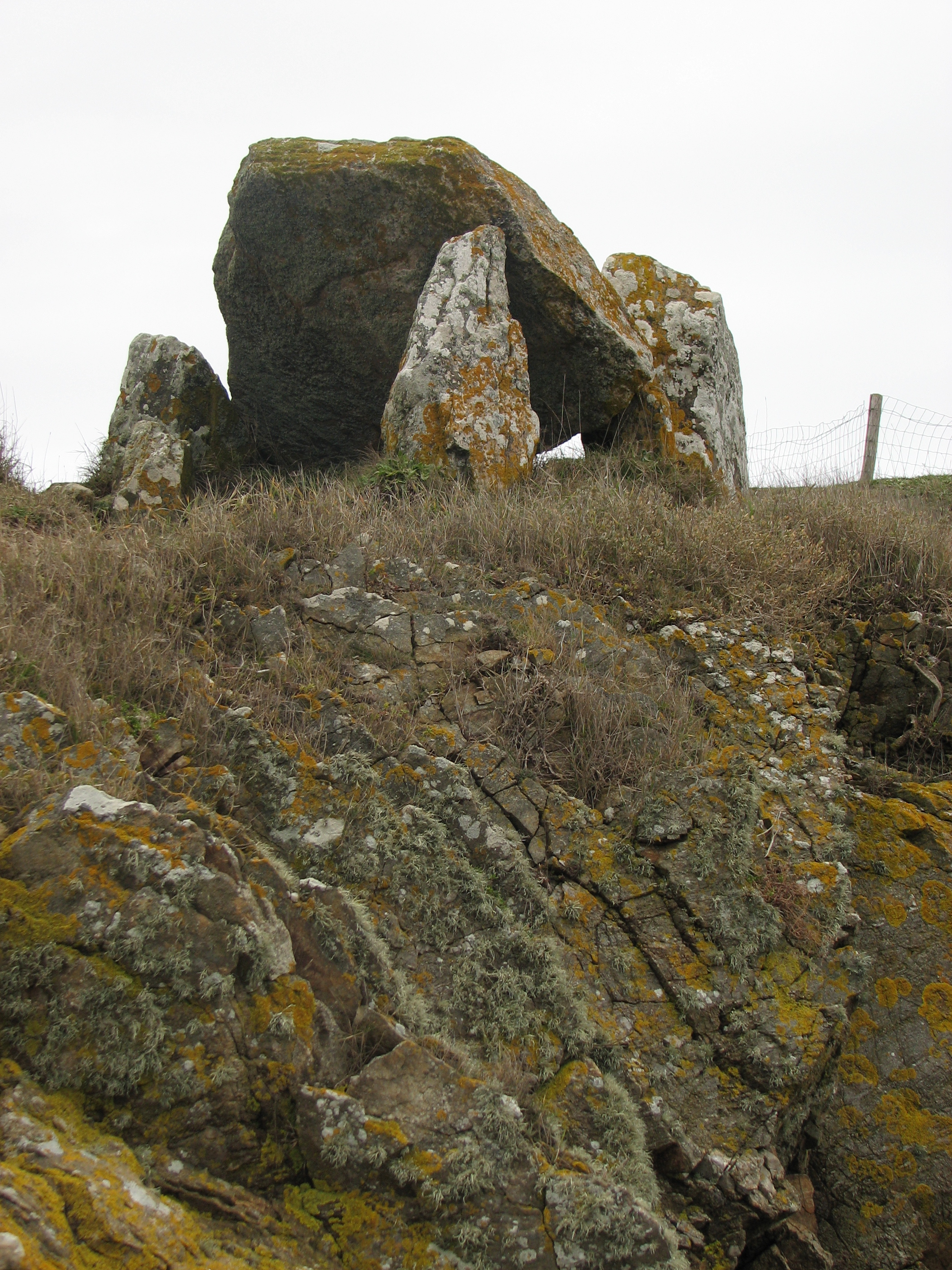
Dolmen du Crapaud
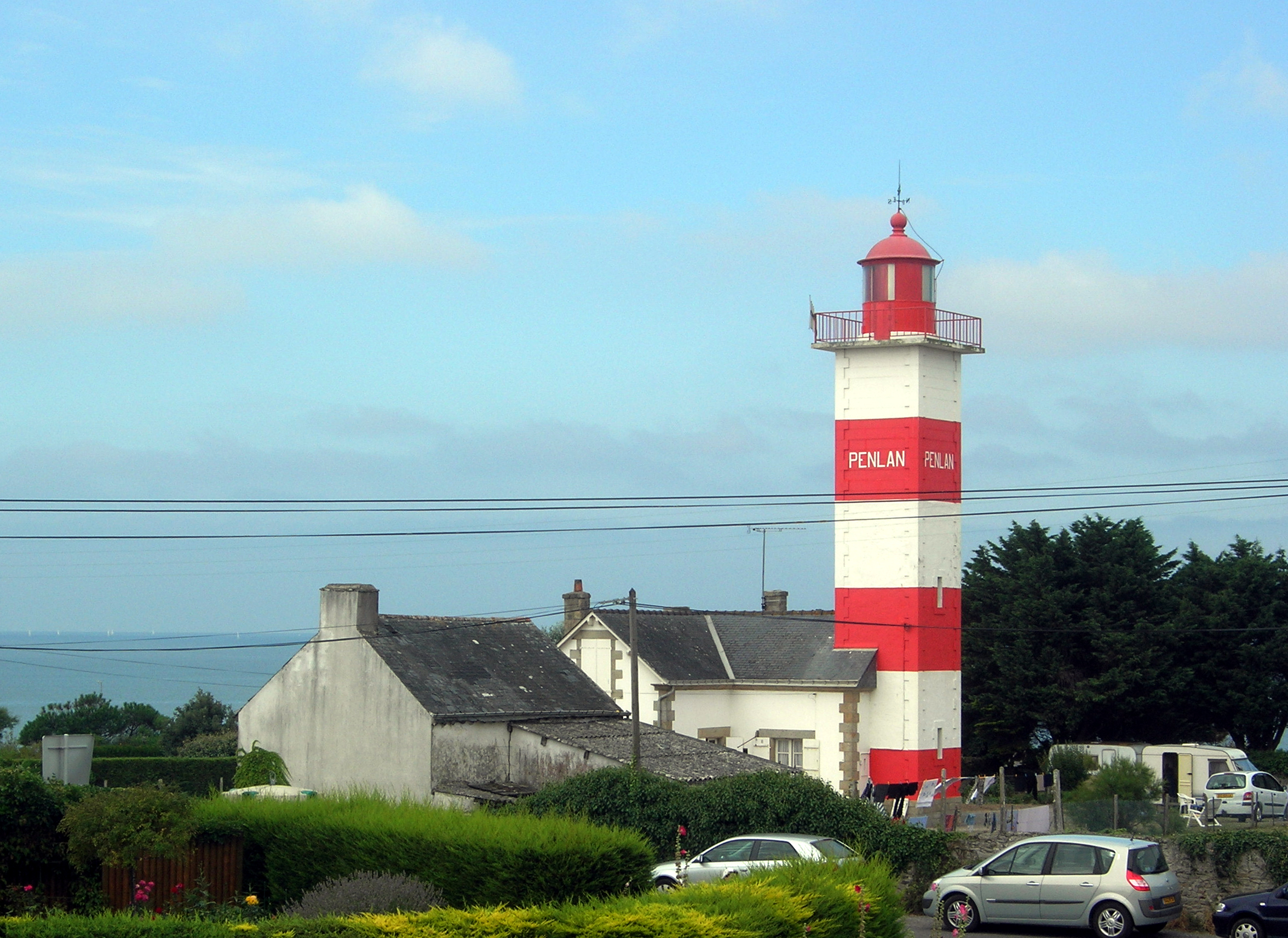
Leuchtturm von Penlan
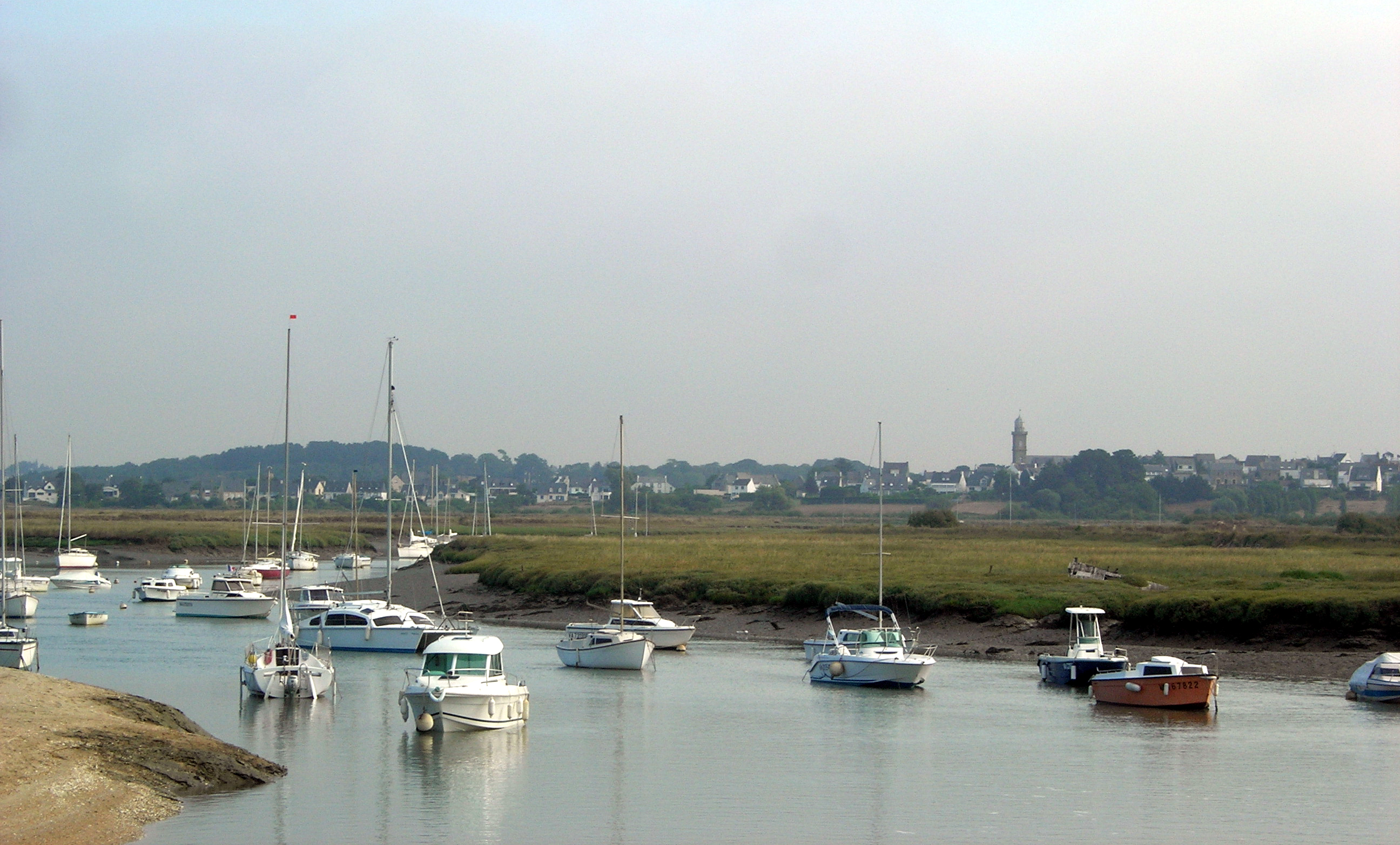
Hafen von Billiers am Saint-Eloi
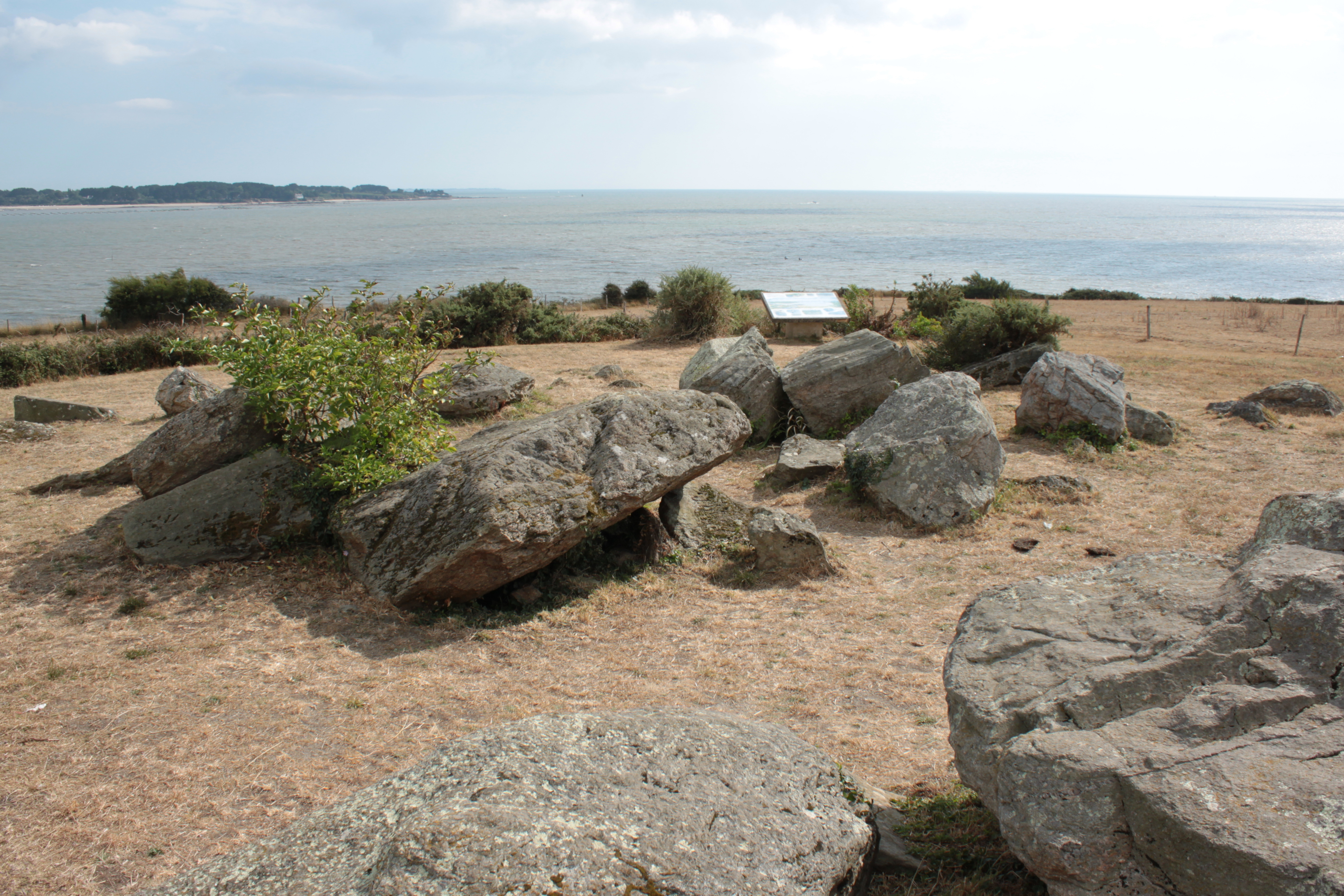
Cairn des Grays

## Kultur
In Billiers haben sich mehrere Künstler niedergelassen, deren Werke regelmäßig ausgestellt werden. Im Sommer findet seit 2006 das Festival Moul'stock  für improvisierte Musik statt.  Weiterhin besitzt Billiers eine eigene Gemeindebibliothek.

## Infrastruktur
Billiers liegt ca. drei Kilometer von der autobahnähnlich ausgebauten N 165 entfernt, die von Nantes über Vannes nach Brest führt. Die nächstgelegenen Bahnhöfe befinden sich in Vannes und Questembert. 